# التاريخ الجيولوجي للأكسجين

O _{2} التراكم في الغلاف الجوي للأرض. تمثل الخطوط الحمراء والخضراء نطاق التقديرات بينما يقاس الوقت بمليارات السنين (Ga).
المرحلة 1 (3.85 - 2.45 Ga): عمليًا لا يوجد O _{2} في الغلاف الجوي.
المرحلة 2 (2,45-1,85 جورجيا): O _{2} إنتاج، ولكن امتصاصه في المحيطات والصخور قاع البحر.
المرحلة 3 (1.85 - 0.85 Ga): O _{2} يبدأ في إخراج الغازات من المحيطات، ولكن تمتصه أسطح الأرض وتشكيل طبقة الأوزون.
المرحلتان 4 و5 (0.85 Ga – present): _{تمتلئ أحواض O 2}، ويتراكم الغاز.

قبل تطور عملية التمثيل الضوئي، لم يكن الغلاف الجوي للأرض يحتوي على أكسجين حر (O2). عاشت الكائنات بدائية النواة التي نظمت عملية التمثيل الضوئي والتي أنتجت الأكسجين O2 كمنتج نفايات قبل وقت طويل من تراكم الأكسجين الحر في الغلاف الجوي، ربما قبل 3.5 مليار سنة. كان من الممكن إنتاج الأكسجين الذي يختزل بسرعة من المحيطات عن طريق التجوية من المعادن المختزلة،[بحاجة لمصدر] وعلى الأخص الحديد. أدى هذا الصدأ إلى ترسب أكسيد الحديد في قاع المحيط، مكونًا تكوين الحديد الحزامي. وهكذا، صدأ المحيطات وتحولت إلى اللون الأحمر. بدأ الأكسجين في البقاء في الغلاف الجوي بكميات صغيرة قبل حوالي 50 مليون سنة من بداية حدث الأكسدة الكبير. نتج عن الأكسجين الكتلي في الغلاف الجوي تراكم سريع للأكسجين الحر. بالمعدلات الحالية للإنتاج الأولي، يمكن أن ينتج تركيز الأكسجين اليوم بواسطة الكائنات التي تستعمل التمثيل الضوئي خلال 2000 عام. في حالة عدم وجود نباتات، كان معدل إنتاج الأكسجين عن طريق التمثيل الضوئي أبطأ في عصر ما قبل الكامبري، وكانت تركيزات O2 التي تم بلوغها أقل من 10% من اليوم وربما تقلبت بشكل كبير؛ قد يكون الأكسجين قد اختفى من الغلاف الجوي مرة أخرى منذ حوالي 1.9 مليار سنة. هذه التقلبات في تركيز الأكسجين كان لها تأثير مباشر ضئيل على الحياة، مع انقراضات جماعية لم يتم ملاحظتها حتى ظهور الحياة المعقدة في بداية العصر الكامبري، قبل 541 مليون سنة. وجود O2 زود الحياة بفرص جديدة. الأيض الهوائي أكثر كفاءة من المسارات اللاهوائية، ووجود الأكسجين خلق إمكانيات جديدة لاستكشاف الحياة. منذ بداية العصر الكامبري، تقلبت تركيزات الأكسجين في الغلاف الجوي بين 15% و35% من حجم الغلاف الجوي. تم الوصول إلى الحد الأقصى البالغ 35% في نهاية العصر الكربوني (قبل حوالي 300 مليون سنة)، وهي ذروة ربما تكون قد ساهمت في الحجم الكبير للحشرات والبرمائيات في ذلك الوقت. بينما تؤثر الأنشطة البشرية، مثل حرق الوقود الأحفوري، على التركيزات النسبية لثاني أكسيد الكربون، فإن تأثيرها على التركيز الأكبر بكثير للأكسجين يكون أقل أهمية.

## التأثيرات على الحياة
كان لحدث الأكسجين العظيم أول تأثير كبير على مسار التطور. بسبب التراكم السريع للأكسجين في الغلاف الجوي، ماتت العديد من الكائنات الحية التي لم تعتمد على الأكسجين لتعيش. غالبًا ما يُستشهد بتركيز الأكسجين في الغلاف الجوي كمساهم محتمل في الظواهر التطورية واسعة النطاق، مثل أصل الكائنات الحية متعددة الخلايا في إيدياكارا، والانفجار الكمبري، والاتجاهات في حجم جسم الحيوان، وأحداث الانقراض والتنويع الأخرى.
تظهر البيانات زيادة في الحجم الحيوي بعد فترة وجيزة من حدث الأكسجة العظيم بأكثر من 100 ضعف وعلاقة متوسطة بين الأكسجين الجوي وحجم الجسم الأقصى لاحقًا في السجل الجيولوجي. يُعزى الحجم الكبير للحشرات والبرمائيات في العصر الكربوني، عندما وصل تركيز الأكسجين في الغلاف الجوي إلى 35%، إلى الدور المحدود للانتشار في عملية التمثيل الغذائي لهذه الكائنات. لكن مقالة هالدين تشير إلى أنها تنطبق فقط على الحشرات. ومع ذلك، فإن الأساس البيولوجي لهذا الارتباط ليس ثابتًا، وتظهر العديد من الأدلة أن تركيز الأكسجين لا يحد من الحجم في الحشرات الحديثة. يمكن أن تفسر القيود البيئية بشكل أفضل الحجم الصغير ليعسوب ما بعد الكربون. على سبيل المثال، ظهور المنافسين المحلقين مثل التيروصورات والطيور والخفافيش.
تم الاستشهاد بارتفاع تركيزات الأكسجين كواحد من العديد من الدوافع للتنويع التطوري، على الرغم من أن الحجج الفسيولوجية وراء هذه الحجج مشكوك فيها، وأن النمط الثابت بين تركيزات الأكسجين ومعدل التطور ليس واضحًا بشكل واضح. الرابط الأكثر شهرة بين الأكسجين والتطور يحدث في نهاية آخر جليد كرة الثلج، حيث تم العثور على الحياة المعقدة متعددة الخلايا لأول مرة في السجل الأحفوري. في ظل تركيزات الأكسجين المنخفضة وقبل تطور تثبيت النيتروجين، كانت مركبات النيتروجين المتاحة بيولوجيًا محدودة العرض ويمكن أن تجعل «أزمات النيتروجين» الدورية المحيط غير مضياف للحياة. كانت التركيزات الكبيرة للأكسجين مجرد أحد المتطلبات الأساسية لتطور الحياة المعقدة. تشير النماذج المستندة إلى مبادئ التوحيد (أي استقراء ديناميكيات المحيط الحالية في الزمن العميق) إلى أن مثل هذا التركيز لم يتم الوصول إليه إلا قبل ظهور الميتازوا لأول مرة في السجل الأحفوري. علاوة على ذلك، فإن حالات نقص الأكسجين أو الظروف المحيطية «السيئة» كيميائيًا والتي تشبه تلك التي يُفترض أنها تمنع الحياة العيانية قد عاودت الحدوث على فترات خلال أوائل العصر الكمبري، وكذلك في أواخر العصر الطباشيري، مع عدم وجود تأثير واضح على أشكال الحياة في هذه الأوقات. قد يشير هذا إلى أن التوقيعات الجيوكيميائية الموجودة في رواسب المحيطات تعكس الغلاف الجوي بطريقة مختلفة قبل العصر الكمبري، ربما كنتيجة للنمط المختلف جذريًا لدورة المغذيات في غياب اللوح الخشبي.
يمكن أن يطلق الغلاف الجوي الغني بالأكسجين الفوسفور والحديد من الصخور عن طريق التجوية، ثم تصبح هذه العناصر متاحة لتغذية الأنواع الجديدة التي تتطلب عمليات الأيض هذه العناصر كأكاسيد.